# Eurytoma obtusilobae
Eurytoma obtusilobae är en stekelart som beskrevs av William Harris Ashmead 1885. Eurytoma obtusilobae ingår i släktet Eurytoma och familjen kragglanssteklar. Inga underarter finns listade i Catalogue of Life.